# Čaklov
Čaklov (hongrois : Csáklyó) est un village de Slovaquie situé dans la région de Prešov.

## Histoire
Première mention écrite du village en 1282.

## Démographie

### Évolution de la population
| Année:               | 1994. | 2004.    | 2014.    | 2024.   |
| -------------------- | ----- | -------- | -------- | ------- |
| Nombre de personnes: | 2013  | 2264     | 2552     | 2774    |
| Différence:          |       | +12,46 % | +12,72 % | +8,69 % |

| Année:               | 2023. | 2024.   |
| -------------------- | ----- | ------- |
| Nombre de personnes: | 2737  | 2774    |
| Différence:          |       | +1,35 % |

## Personnalités
- Ján Figeľ (°1960),  homme politique slovaque